# برونوين هال
برونوين هال (بالإنجليزية: Bronwyn H. Hall)‏ هي اقتصادية أمريكية، ولدت في 1945.